# 64 (getal)
64 (vierenzestig) is het natuurlijke getal volgend op 63 en voorafgaand aan 65.

## In de wiskunde
64 is
- het kwadraat van 8, en is dus het aantal bits waaruit 8 bytes met elkaar zijn opgebouwd.
- de derdemacht van 4.
- de zesdemacht van 2.
- een twaalfhoeksgetal.

## In de scheikunde
Het scheikundige element met atoomnummer 64 is Gadolinium (Gd).

## In de telecommunicatie
Een spraaksignaal wordt over het standaard telefonienetwerk na digitalisering verstuurd met een bitsnelheid van 64 kbit/s. Dit signaal is opgebouwd uit 8000 signaalmonsters per seconde, gecodeerd met 8 bits per monster. 

Een standaard ISDN-2 aansluiting bevat 2 lijnen van 64 kbit/s en één lijn van 16 kbit/s.

## Overig
Vierenzestig is ook:
- Het jaar A.D. 64 en 1964.

Een schaakbord telt 64 velden.